# ديف كروبر
ديف كروبر (بالإنجليزية: Dave Cropper)‏ هو عداء مسافات متوسطة بريطاني، ولد في 26 ديسمبر 1945 في برمنغهام في المملكة المتحدة، وتوفي في 3 ديسمبر 2016.

## وصلات خارجية
- ديف كروبر على موقع ThePowerOf10.info (الإنجليزية)
- ديف كروبر على موقع أوليمبيديا (الإنجليزية)
- ديف كروبر على موقع اللجنة الأولمبية البريطانية (الإنجليزية)